# Rezerwat przyrody Bukowiec (województwo łódzkie)
Rezerwat przyrody „Bukowiec” – leśny rezerwat przyrody w województwie łódzkim położony na terenie gminy Łyszkowice w powiecie łowickim oraz gminy Lipce Reymontowskie w powiecie skierniewickim.
W czasach zaboru rosyjskiego tereny te należały do carskiej rodziny Romanowów; po polowaniach urządzano tu przyjęcia pod gołym niebem.
Pierwszą formę ochrony buka w tym miejscu ustanowiono w 1931 roku, a obszar chroniony zajmował obszar około 2 ha. W latach powojennych ochronę wznowiono i Zarządzeniem Ministra Leśnictwa z 12 maja 1954 roku utworzono rezerwat przyrody „Bukowiec” o powierzchni 6,58 ha (M.P. z 1954 r. nr 54, poz. 748). W roku 2010 zmniejszono obszar rezerwatu do 6,54 ha. Według aktu powołującego, rezerwat utworzono w celu zachowania ze względów dydaktycznych i naukowych lasu mieszanego z udziałem buka (Fagus silvatica) występującego tu poza granicą jego zasięgu.
- rodzaj rezerwatu – leśny[1]

- typ rezerwatu – fitocenotyczny

- podtyp rezerwatu – zbiorowisk leśnych

- typ ekosystemu – leśny i borowy

- podtyp ekosystemu – lasów wyżynnych

Znaczną część rezerwatu zajmuje stary, bukowy drzewostan z domieszką grabu pospolitego, sosny zwyczajnej i brzozy brodawkowatej, reprezentujący silnie przekształcony zespół żyznej buczyny niżowej.
Florę i faunę reprezentują głównie gatunki pospolite, z rzadszych zwierząt należy wymienić dzięcioła czarnego i nietoperza borowiaczka.
Zwiedzający mogą się poruszać jedynie po przebiegających przez rezerwat drogach i liniach oddziałowych, pozostała część jest objęta zakazem wstępu.